# ジャイアントコーン (菓子)

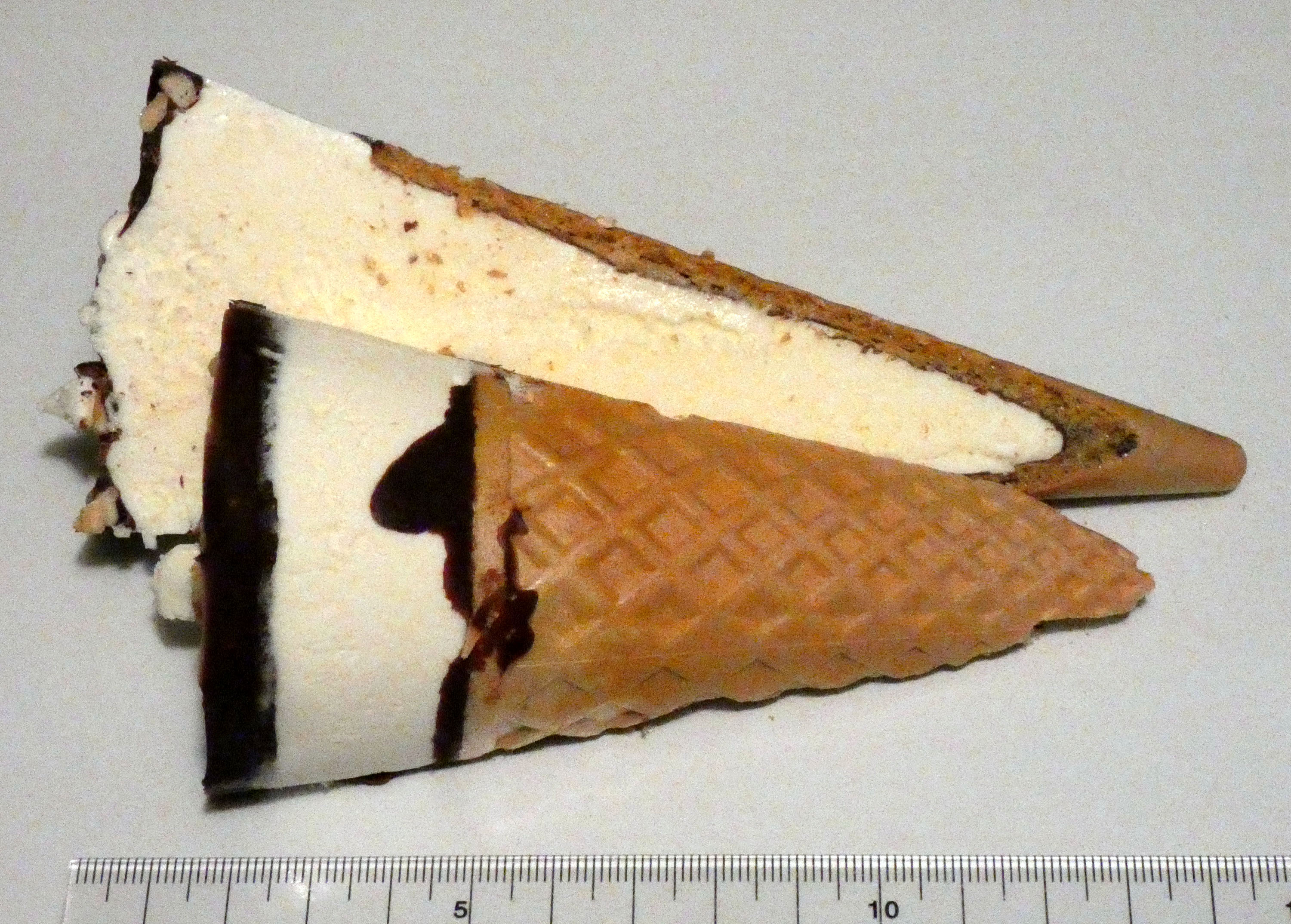
チョコナッツの断面

ジャイアントコーン（ラテン文字表記: Giant Cone）は、日本の企業・江崎グリコ株式会社が製造・販売している、コーン・タイプのアイスクリーム。現在名になってからでも47年に亘って親しまれてきたロングセラー商品である。
円錐型のコーンにアイスクリームが充填されたもので、アイスクリームの頂点にはチョコレートがコーティングされており、その上にはナッツやチョコクッキーが載せられている。コーンの部分は、ソフトクリームの総合メーカーである日世が製造委託を受け、生産を行っている。

## 歴史
アメリカ合衆国のジョリ・ガルプ社 (Joli Gulp) のアイスに影響を受け、江崎グリコは「ジャイアントコーン」の前身に当たる「グリコーン」を1963年（昭和38年）3月に発売した。しかし、高価であったこともあり、販売は低迷した。
1966年（昭和41年）に「セミ・シュガーコーン」を採用した「ジャイアンツコーン」を発売、1978年（昭和53年）に「ジャイアントコーン」に名称変更し、商標登録した。
2008年（平成20年）から従来のチョコレートコーティングとアイスクリームの間に生チョコレートが挟み込まれるようになり、より一層内容を充実させている。
2012年（平成24年）5月には、一部製品で包装不良が発覚したことによる自主回収があったため、一時期店頭から消えていたことがあった。
2020年（令和2年）3月2日、コーンの底にチョコレートをみっちり詰め込んだ新仕様を「しあわせのチョコだまり」と謳い、リニューアル商品を発売した。商品イメージキャラクターを長く務める綾瀬はるかが「あたまからかぶりついて14年目の綾瀬も…オドロキました！」と語るCMも共感を呼び、新たな試みは好評を博してリニューアル後わずか1か月で1000万本（前年同期比188%）を売り上げた。同年の7月から8月にかけて行われたgooランキングでは、「正直一番おいしい低価格アイスランキング」第1位となった。第2位は赤城乳業のガリガリ君、第3位は明治エッセルスーパーカップであった。

## 商品展開

### 販売中
更新情報：2023年5月。

#### ジャイアントコーン
内容量：140 ml（2023年）。メーカー希望小売価格：消費税別 150円（2023年）
- チョコナッツ - 基幹商品[2]。通年商品。高焙煎ナッツとチョコレートのトッピング[4]。
- クッキー&チョコ - 基幹商品[2]。通年商品。チョコクッキーとチョコレートのトッピング[5]。
- チョコ&ミルク - 基幹商品[2]とすべく、2020年3月2日に発売された[2]。層状のパリパリ食感チョコレートとアーモンドクランチと組み合わせ[2]。

#### その他の商品
- ジャイアントコーン マルチパック - フレーバーは、チョコナッツのみ、および、その時々の人気フレーバーのアソート、その他がある。
  - 5個入り
  - 7個入り

### 終売

#### ジャイアントコーン
- ミルク&チョコ
- クッキー&クリーム
- チョコ&カフェ - 期間限定。
- 大人のショコラベリー - 2020年3月23日発売（期間限定）[6]。濃厚なショコラアイスの中に甘酸っぱいとろけるラズベリーソースを閉じ込めてある[6]。

- 大人のアーモンドショコラ - （期間限定）
- 大人のあずき - 2018年9月3日発売
- 大人の濃厚ホワイトショコラ - 2020年11月30日発売
- 大人の抹茶生チョコ - （期間限定）
- 大人の抹茶＆濃茶 - （期間限定）
- 大人のメロン - （期間限定）
- 至福の生キャラメル

#### その他の商品
- ミニセレ - これは、江崎グリコが販売する定番商品などの小型化・低価格化されたアイスクリームを自由に選んで組み合わせられる購買方法であるが、2016年・2017年時点で、ジャンアントコーンは、チョコナッツ、クッキーチョコ、バニラ&チョコの3種類を販売している。現在（2021年時点）は情報未確認につき、暫定的に「終売」に含めた。
- ジャイアントコーン＜できたて直送便＞ - 1ケース14本入り[7]。自社通販サイト「グリコダイレクトショップ」にて、2019年11月11日12時から2020年1月下旬までの期間限定発売された

## 広告
当商品のイメージキャラクターは、1985年（昭和60年）からの10年間、時代を代表するプロレスラーであったジャイアント馬場が務めていた。アイドル歌手・白井兎が共演した時代もある。馬場と共演した白井は馬場の体の大きさに驚き、白井が自作する造語「やくぴー語」に「馬場ピー」が新語として加わった。また、馬場が当時社長を務めていた全日本プロレスに所属していたラッシャー木村はマイクパフォーマンスで馬場のテレビコマーシャルをネタにして「ジャイアントコーン食べてるな」と馬場に言い放った。
その後、堀ちえみ、優香、松浦亜弥が、それぞれに担当していた時代がある。2005年（平成17年）から2006年（平成18年）までは相武紗季が担当。2007年（平成19年）以降は女優・綾瀬はるかが担当している。